# کاوازاکی اچ‌ای۴۰
کاوازاکی اچ‌ای۴۰ (به انگلیسی: Kawasaki Ha40) یک موتور هواگرد ساختِ کارخانهٔ صنایع سنگین کاوازاکی در کشور ژاپن است.